# Johannes Höhener
Johannes Höhener (* 3. Januar 1834 in Gais; † 10. Mai 1901 in St. Gallen; heimatberechtigt in Gais AR) war ein Schweizer Textilunternehmer, Mitglied des Kleinen Rats, Gemeindepräsident und Kantonsrat aus Appenzell Ausserrhoden.

## Leben
Johannes Höhener war ein Sohn des Samuel Höhener, Molken-Grempler und Gemeinderat, und der Anna Barbara Menet. Im Jahr 1857 heiratete er Anna Magdalena Kürsteiner, Tochter des Johannes Kürsteiner, Senn. Er besuchte die Primarschule in Gais. Anfänglich arbeitete er als Landwirt. Ende der 1850er Jahre gründete Johannes Höhener ein Garnhandelsgeschäft. In 1871 erwarb er die Untere Mühle in Gais. Dort errichtete er eine Zwirnerei. Diese entwickelte sich in den 1880er Jahren unter seinem Sohn Robert Höhener zu einem bedeutenden Zwirnerei- und Bleichereiunternehmen.
Von 1861 bis 1864 sass Johannes Höhener im Gemeinderat in Gais. Von 1864 bis 1871 war er im Kleinen Rat. Von 1871 bis 1873 und ab 1874 bis 1876 amtierte er als Gemeindehauptmann. Von 1871 bis 1873 und ab 1876 bis 1888 war er  Ausserrhoder Gross- und Kantonsrat. In 1877 übernahm er den Posten als Gemeindegerichtspräsident und übte dies bis 1883 aus. Von 1878 bis 1888 war er kantonaler Strasseninspektor.